# Trapez
Trapez är en entypsklassad segeljolle konstruerad av danska OS-seglaren Paul Elvstrøm. Den är byggd för två mans besättning med rorsman och gast i trapets. Båten är snabb och livlig, planar lätt och farter upp mot 15 knop är möjligt på undanvind med spinnaker. Klassen var stor under 1960 och 1970-talet och har byggts i omkring 1 000 exemplar. Numera tävlas det endast med Trapez på lokal nivå. Det finns ett antal klubbar i Danmark som är aktiva.